# ابراهیم عدنان سراج‌اوغلو
ابراهیم عدنان سراج‌اوغلو (به ترکی استانبولی: İbrahim Adnan Saraçoğlu) دانشمند شیمی، زیست‌شیمیدان، میکروب‌شناس و  پژوهشگر اهل ترکیه است. او زادهٔ سال ۱۹۴۹ م. در شهر سافرانبولو است. 

## درجهٔ علمی
پس از تکمیل دورهٔ دکترا در دانشگاه گراتس، به‌عنوان دستیار در مؤسسهٔ زیست‌دانش‌های مولکولی مشغول به کار شد. در میان سال‌های ۱۹۸۵-۱۹۸۶ م. در دانشگاه چوکورُوا به فعالیت پرداخت و در سال ۱۹۹۴ م. به درجهٔ استادی رسید.
سراج‌اوغلو برای مدتی به‌عنوان استاد در دانشگاه صنعتی وین کار کرد. چندی از مقالات او در نشریات علمی بین‌المللی انتشار یافته‌اند. در حال حاضر او درحالِ پژوهش برروی گیاه‌شناسی و تأثیرات گیاهان بر سلامتی انسان‌هاست. همچنین او در حوزهٔ گیازیست‌شیمی (به انگلیسی: phytho-biochemistry) نیز به پژوهش می‌پردازد.

## دستاوردها
سراج‌اوغلو درخلال پژوهش‌هایش به اثر شفابخش کلم بروکلی در درمان التهاب پروستات، جلوگیری از گسترش غدهٔ خوش‌خیم پروستات و همچنین تأثیر درمانی اسطوخدوس در مداوای هپاتیت B و C پی برد.
او نخستین کسی بود که لفظ «مداوای پیشگیرانهٔ گیاهی» را به کار برد و اصول و قوانینش را تدوین کرد.